# Лопушанський Андрій Ярославович
Андрій Ярославович Лопушáнський (нар. 4 грудня 1962, Добромиль, Львівська область) — український політичний та громадський діяч, народний депутат України V, VIII та IX скликаннь. Заступник голови комітету з питань бюджету у Верховній Раді України IX скликання — обраний 29 серпня 2019 року.

## Біографія
Дитинство провів у с. Стрілки, що на Старосамбірщині, звідки походять його батьки. Виріс у сім'ї вчителів, матір була викладачем української мови, а батько — математики. Пройшов військову службу у Радянській армії.
- 1978—1982 роки — здобував освіту у Новороздільському технікумі, який закінчив з відзнакою;
- 1982—1986 роки — навчався у Дніпропетровському хіміко-технологічному інституті;
- 1990 рік — закінчив Івано-Франківський інститут нафти та газу з відзнакою, факультет нафтогазопроводів. Захистив кандидатську дисертацію у галузі енергетики та енергозберігаючих технологій;
- 1990—2005 роки — займався підприємницькою діяльністю;
- 2005 рік — голова спостережної ради ЗАТ Українська промислова компанія «Добромиль», виробництво хімічної продукції для промислових цілей. У цьому ж році стає засновником ТОВ «Роял Хоспітеліті Груп» (Royal Hospitality Group), яка займається готельним бізнесом;
- 2005—2014 роки — перший заступник голови правління Нафтогазу України (з 2010 перебував у декретній відпустці для догляду за дитиною).[6] Звільнений з посади 18.06.2014 розпорядженням Прем'єр-міністра Яценюка «у зв'язку з нез'явленням на роботу протягом більш як чотирьох місяців підряд».[7][8] Андрій неохоче коментував цю інформацію у ЗМІ.[9]
- 2006—2007 роки — нардеп ВРУ V скликання (№ 70 у списку блоку «Наша Україна»). За час депутатської каденції є співавтором п'яти законопроєктів.
- 2006—2007 роки — член Комітету з питань паливно-енергетичного комплексу, ядерної політики та ядерної безпеки у ВРУ V скликання;
- 2011 — голова іменного благодійного фонду;
- 2012 рік — кандидат у народні депутати за виборчим округом № 125.
- 2013 — Голова Правління Східноєвропейського колегіуму територіальної державної служби та місцевого самоврядування.
- 2014 — депутат ВРУ VIII скликання, голова підкомітету з питань газової, газотранспортної галузі та політики газопостачання Комітету ВРУ з питань паливно-енергетичного комплексу, ядерної політики та ядерної безпеки, заступник члена Української частини Парламентського комітету асоціації, заступник члена Постійної делегації у Парламентській асамблеї Ради Європи.[10]

## Політична орієнтація
Під час передвиборної кампанії виборів 2014 року, будучи членом політичної партії Конгрес Українських Націоналістів, Лопушанський бере участь у передвиборчих кампаніях Радикальної партії Ляшка. На місцевих виборах 2015 року на Прикарпатті помічниця-консультантка депутата і при цьому директор його благодійного фонду Француз Оксана Петрівна була висунута кандидатом у депутати Самбірської міської ради від партії Ляшка.
Член Конгресу українських націоналістів. Сприяв встановленню пам'ятників Степану Бандері у містах Старий Самбір, Самбір, Турка та Сколе.

## Скандали

### Бізнес
Невдовзі після обрання Лопушанського депутатом 2014 року навколо його готельного бізнесу розгорівся скандал — за день без попередження було звільнено 40 працівників санаторію «Женева» у Трускавці на Львівщині. Їх звинуватили у нестачі в касі суми, що дорівнювала заборгованості працівникам у вигляді несплаченої зарплати за кілька місяців — 360 тис. грн.
У березні 2015 року будівлі санаторію «Женева» виставили на аукціон з продажу арештованого майна. Два лота, стартова ціна яких складала понад 213 млн грн., продавалися Кредобанком як заарештоване майно боржника ТОВ «Трускавецьінвест», контрольованого Лопушанським, яке 2006 року уклало кредитний договір з банком.
Банкрутство банку «Європейський газовий банк» 2015 року, котрий належав сім'ї його кума Івченку, спричинило сусільний резонанс навколо готельного бізнесу. У зв'язку з початком ліквідації цього банку Фонд гарантування вкладів у квітні 2016 року виставив на продаж нерухоме майно та землю вартістю 73 млн грн., що ТОВ «Роял Хоспітелеті Груп» передало під заставу в забезпечення кредитного договору 2011 року. Пропоновані на продаж будівлі та земельні ділянки знаходилися у Києві, Київській та Львівській областях.

### Чиновницька діяльність
У листопаді 2014 року Лопушанський, будучи депутатом та членом Блоку Петра Порошенка, позивається до Печерського районного суду Києва проти НАК «Нафтогаз України» з позовом про поновлення його на роботі у держкомпанії. Практика повернення на посаду заступника голови правління у держкомпанії шляхом отримання рішення суду застосовується Лопушанським не вперше. Так, у січні 2009 року тодішній Прем'єр-міністр України Юлія Тимошенко підписала розпорядження, яким поновила Лопушанського на посаді першого заступника голови правління НАК «Нафтогаз України» з 8 жовтня 2007 року. Причому, для такого поновлення Кабінет Міністрів окремим розпорядженням від того ж таки 21 січня 2009 року ввів посаду першого заступника голови правління НАК «Нафтогаз України» замість посади заступника.
Прогульник засідань Верховної Ради 8 скликання. ПАТ «Укртрансгаз» у 2014 році не закупив заплановану кількість речовини, яка надає запах побутовому газу (одорант), бо намагався, ймовірно, віддати перемогу вартістю майже 14 млн грн. компанії з орбіти екс-заступника голови НАК «Нафтогаз України» — Андрія Лопушанського
Під час балотування на вибори у 2019 році самовисуванець Андрій Лопушанський за даними ЗМІ займався підкупом виборців.

## Курйози

### Політичні
27 серпня 2014 року, під час урочистостей з нагоди 158-й річниці від дня народження Івана Франка у Львові, Лопушанський у промові вдався до абсурдних порівнянь та трактувань поточної політичної ситуації. Згадуючи про участь Франка у становленні українського політичного руху в Західній Україні наприкінці ХІХ століття, зокрема про заснування Української радикальної партії, яка мала вагомий вплив на формування тогочасної політичної думки в Україні в цілому, Лопушанський заявив, що «цю програму Радикальної партії сьогодні проводить вже друга Радикальна партія, яку очолює Олег Ляшко». Серед помічників народного депутата, який входить до фракції БПП представники Солідарності, Радикальної партії, Самопомочі.

## Статки
Згідно із декларацію про доходи Лопушанського за 2011 рік, він отримав 4,6 млн грн., мав земельні ділянки загальною площею 2.554 кв. м, автомобіль Mercedes Benz S 550 (2008), на його рахунках у банку тоді зберігалось 17,6 тис. грн. У його ж родини було у власності три квартири.
В декларації про доходи за 2014 рік Лопушанський задекларував 6.719 грн. Його близькі отримали 1,5 млн грн. доходу, мали три квартири площею 322,8 м2, будинок площею 708 м2. та цінних паперів на 7,5 млн грн.
Лопушанському належали ділянка на 1.600 м2, гараж (22,7 м2), інше нерухоме майно (79 м2), автомобіль Mercedes-Benz S 505 і водний мотоцикл Bombardier RXP. Його сім'ї — два автомобілі Cadillac Escalade.
В уточнених деклараціях за 2015 рік, які подавалися у лютому 2017 року, часто виправлялися не технічні помилки, а вносилися нові дані матеріально-фінансового характеру. Тобто декларанти додають раніше приховані відомості про бізнес родини, автомобілі, нерухомість та інше майно. Депутат Андрій Лопушанський у жовтні 2016 року склав великий перелік своїх дорогоцінних активів — престижних машин і великих квартир. Але, як виявилося, перелік був неповним. У лютому він доповнив список майна годинниками Carl F.Bouchere, Breguet, Maseratti Audemars piguet та Parmidiani fleurier, а також вписав Біблію, колекцію ікон і «картину старовинного майстра».

## Сім'я, родинні зв'язки
Мати — Лопушанська Анна Василівна. Батько — Лопушанський Ярослав Андрійович.
Одружений. Разом з дружиною виховує четверо дітей — доньку Анастасію та трьох синів: Артура, Андре та Данила.
Є кумом екс-голови НАК «Нафтогаз України» Олексія Івченка.

## Громадська діяльність
З 2011 року голова благодійного фонду, названого на свою честь. Фондом проводяться заходи для молоді, зокрема: «Сузір'я талантів Прикарпаття», «Гордість Прикарпаття», «Схід і Захід — разом», «Україна — Європа РАЗОМ». З 2014 року за сприяння Фонду реабілітацію проходять учасники АТО.
Разом із Костянтином Стогнієм один із засновників кінофестивалю «Золота пектораль». Голова спостережної ради ТОВ «Роял Хоспітеліті Груп». 23 квітня 2016 обраний Президентом Федерації спортивного туризму України (ФСТУ).

## Нагороди
- За заслуги з відродження духовності в Україні та утвердження Помісної Української Православної Церкви нагороджений Орденом Святого Миколая Чудотворця.